# Siemens Mobille (Celulares)
Siemens Mobille foi uma fabricante de telefones celulares para o público doméstico e também para o meio industrial, era uma divisão do conglomerado Siemens AG. A empresa produziu e vendeu seus últimos aparelhos até o ano de 2005, quando foi vendida para a BenQ que descaracterizou a empresa passou a utilizar o nome BenQ-Siemens, após finalizar um acordo com a antiga proprietária da divisão.

## História no Brasil
A Siemens investiu fortemente suas produções no Brasil entre as décadas de 90 e 2000, onde mantinham vários produtos de telefone celular, entre eles podem ser destacados:
- Siemens A50 este modelo se destacou muito e vendeu milhões de unidades, era um aparelho robusto e tecnológico para a época, sendo um clássico da marca no Brasil.

- Siemens A55, derivado do mesmo modelo, também vendeu muitas unidades, mas perdeu espaço no mercado por aparelhos mais avançados de outras marcas como  Nokia e Samsung.[carece de fontes?]

A empresa investiu muito dinheiro em sua exportadora e fábrica de celulares que se localizava no município de Manaus, no estado do Amazonas

## Prejuízos e venda para a BenQ
A empresa em 2004 queria deter 30% da fatia do mercado brasileiro de celular, sendo assim, lançou o primeiro celular com tecnologia GSM, mas focou a sua produção em celulares mais antigos como o modelo Siemens C65.

No entanto, essa divisão de celulares da Siemens trazia inúmeros prejuízos para o conglomerado, foi revelado que a marca havia deixado R$ 281 milhões de reais em prejuízos entre os anos de 2004 a 2005.